# Ли Луэ
Ли Луэ (Lee Lue; 1935 — 12 июля 1969) — военный лётчик, принимавший участие в гражданской войне в Лаосе на стороне правительственных сил.

## Биография
Ли Луэ, хмонг по национальности, возглавлял небольшую группу пилотов-хмонгов, использовавших самолёты ВВС Лаоса, но не подчинявшихся этой структуре. Они базировались в Лонг-Тиенге, где располагалась штаб-квартира главнокомандующего силами хмонгов генерала Ванг Пао. Отсюда Ли Луэ совершал вылеты на лёгком поршневом штурмовике North American T-28 Trojan против позиций вооружённых сил Северного Вьетнама и прокоммунистических партизан Лаоса. Работавшие здесь же американские воздушные авианаводчики отзывались о Ли Луэ как о лучшем боевом пилоте, которого они когда-либо встречали. Ли Луэ совершал до 10 вылетов в день, в среднем 120 в месяц, и продолжал летать, несмотря на переутомление и болезни. Его девизом было «летай, пока не умрёшь». 12 июля 1969 года Ли Луэ был сбит в очередном вылете и погиб.
Посмертно майору Ли Луэ было присвоено звание подполковника. За свою лётную карьеру он совершил более 5000 боевых вылетов, установив тем самым мировой рекорд и вдвое превзойдя достижение знаменитого немецкого лётчика Ганса-Ульриха Руделя.